# Peterbilt 379
Peterbilt 379 — крупнотоннажный грузовой автомобиль компании Peterbilt, серийно выпускаемый с 1987 по 2007 год. Автомобиль обладает повышенным уровнем комфорта и мощности.
Для снижения массы кабина сделана из алюминия. Автомобиль Peterbilt 379 обслуживает как местные, так и дальнобойные маршруты. Спальная кабина оборудована системой Unibilt Cab Sleeper System.
Автомобиль оборудован системой кондиционирования и автономным отопителем, что позволяет регулировать температуру в кабине.
За всю историю производства автомобиль оснащался двигателями внутреннего сгорания Caterpillar моделей 3176, C-11, C-12, C-13, C-15, C-16 и 3406; ДВС Cummins моделей Big Cam NTC, N-14, ISM, ISX, ISMe5, ISXe5, Signature 600 и ДВС Detroit Diesel 60.

## В кино

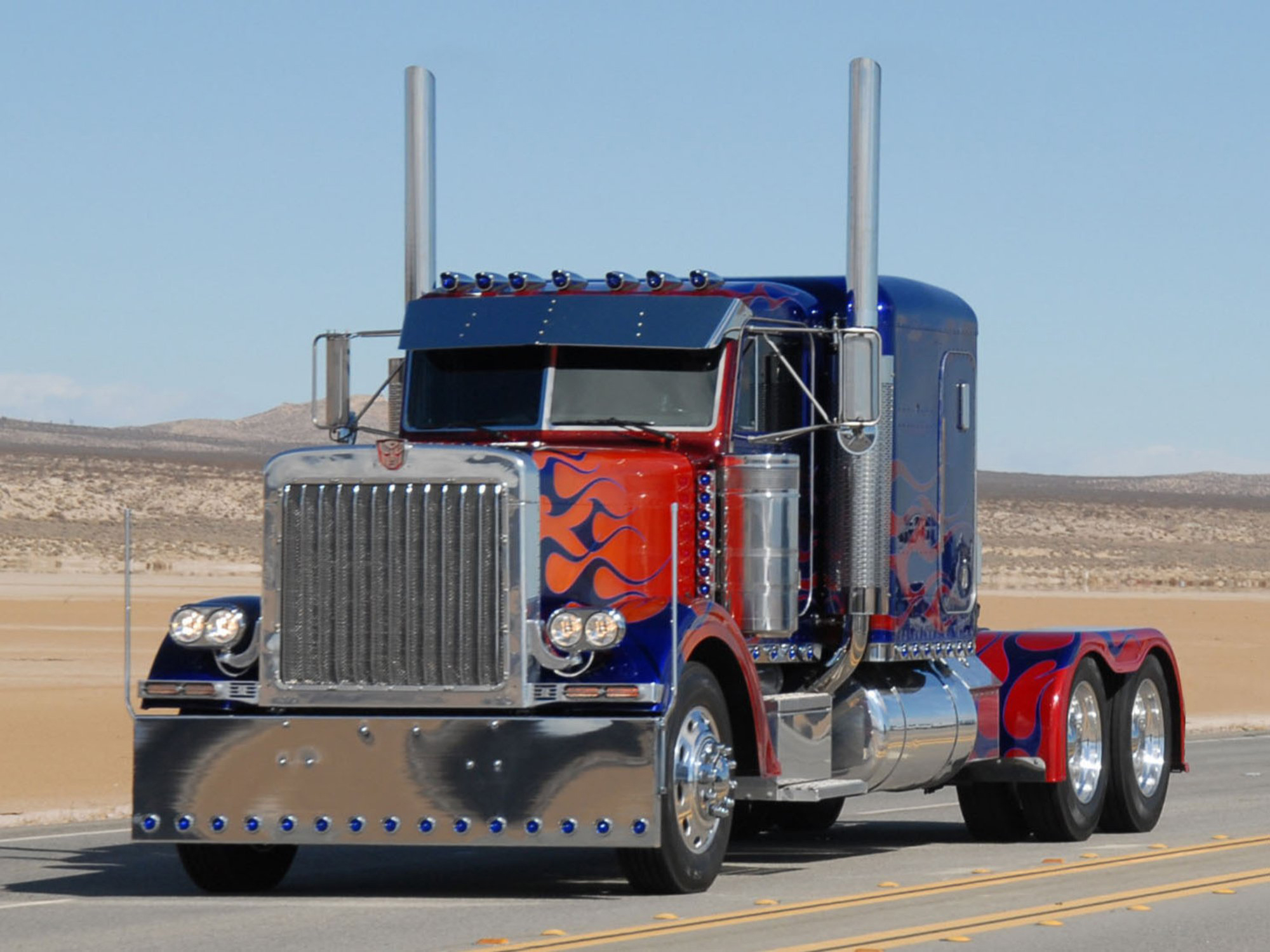
Peterbilt 379 из фильма «Трансформеры»

В фильме «Брат-2» на грузовике Peterbilt 379 дальнобойщика Бена Джонсона главный герой Данила Багров едет в Чикаго, на таком грузовике ездит главный герой фильма «Чёрный пёс», в первых трёх фильмах серии «Трансформеры» в Peterbilt 379 мог превращаться Оптимус Прайм.

## В игровой и сувенирной индустрии
Автомобиль доступен для покупки в игре «Дальнобойщики 2», а также встречается в игре Grand Theft Auto: San Andreas.